# 張哲銘
 張哲銘，中華民國藝術家、繪本作家、插畫家，著有《菜市》、《夜市》和《陪孩子畫一座動物園創意繪本》等作品，曾入圍義大利波隆那童書展。

## 學歷
- 國立臺灣藝術學院美術系

## 作品
- 《菜市》
- 《夜市》[4]
- 《陪孩子畫一座動物園創意繪本》
- 《浯島四月十二日迎城隍》

## 得獎
- 義大利波隆插畫展入圍
- 國家出版獎
- 信誼基金會幼兒文學獎

## 相關
- 張哲銘是繪本作家林柏廷的老師[5]